# Afinitetna kromatografija
Afinitetna kromatografija je metoda ločevanja biokemičnih zmesi, ki temelji na zelo specifičnih bioloških interakcijah. Ločevanje poteka na osnovi reverzibilnih interakcij med beljakovinami in ligandom, vezanim na inertni nosilec. Ligand se lahko specifično veže na vezavna mesta tarčnih molekul. Običajno preiskujemo neznano heterogeno zmes, povečini v obliki raztopine, kot recimo celični lizat ali krvni serum. 
Tehnika je primerna za ločitev določene beljakovine od preostanka raztopine ali pa kot vmesna faza pri čiščenju vzorca in jo lahko uporabimo vsakič, ko imamo na voljo ustrezen ligand za iskani protein. Z metodo dobimo iskani protein v koncentrirani in očiščeni obliki. 
Afinitetna kromatografija se uporablja za:
- Čiščenje in koncentriranje substance iz zmesi v pufrski raztopini
- Zmanjšanje količine snovi v zmesi
- Čiščenje in koncentriranje raztopine encimov
- Čiščenje proteinov in celičnega lizata
- Čiščenje krvi
- Čiščenje nukleinskih kislin
- Raziskovanje, katere biološke komponente vežejo določene snovi, na primer učinkovine

## Nosilec
Nosilec je del stacionarne faze. Biti mora inerten, kemično stabilen pri pogojih, pr katerih se kromatografija izvaja (pH, temperatura) in omogočati mora vezavo liganda. Najpogosteje se za stacionarno fazo uporablja substituirana sefaroza z 2, 4 ali 6 % vsebnostjo agaroze (od tod tudi poimenovanje: sefaroza 2B, 4B ali 6B), poleg tega se uporabljata tudi agaroza in poliakrilamid. Tu sefaroza ne deluje kot matriks za ločevanje po velikosti, saj z aktivacijo (npr. z divinilsulfonom, CNBr,...) lahko nanjo vežemo različne ligande in tako to vrsto gelske kromografije nadgradimo v afinitetno kromtografijo. Z divinilsufonom aktivirana sefaroza reagira z amino, hidroksilimi in sulfhidrilnimi skupinami in omogoča vezavo mnogim ligandom.

## Ligand
Ligand je molekula, ki reverzibilno veže specifično molekulo ali skupino in jo vežemo na nosilec. Pri izbiri liganda za afinitetno kromatografijo je potrebno paziti na dve stvari: ligand mora imeti specifično in reverzibilno afiniteto do tarčne molekule in mora imeti skupine, preko katerih ga lahko kovalentno vežemo na nosilec, pri vezavi na nosilec pa ne smemo spremeniti njegove vezavne afinitete do tarčne molekule. Vezava med ligandom in molekulo mora biti reverzibilna, da lahko molekulo odstranimo z liganda in je pri tem ne spremenimo, tako da po odstranitvi ostane v aktivni obliki, saj le tako ohranimo njeno biološko aktivnost.
Biološke interakcije med ligandom in tarčno molekulo so lahko elektrostatske, hidrofobne, van der Waalsove ali vodikove. Primeri interakcij med ligandom in tarčno molekulo: 
- Encim – substrat, inhibitor, kofaktor
- Receptor – vitamin, hormon
- Protitelo – antigen
- Nukleinska kislina – komplementarna nukleinska kislina, histon, beljakovina, ki se veže na nukleinsko kislino
- Lektin – glikoprotein

Pri vezavnih pogojih bo ta ligand specifično vezal le iskane molekule. Po nanosu vzorca s kolone speremo nevezane molekule, vezane pa izperemo (eluiramo). Za elucijo tarčne molekule moramo prekiniti te vezi, to pa storimo s specifičnim kompetitivnim ligandom ali nespecifično s spremembo pH, ionske moči, dielektrične konstante ali temperature. Odvisno od namena zbiramo izprane, specifično vezane molekule (eluat), redkeje pa tudi sprane, nevezane molekule.

## Opis postopka
1. Na nosilec pod ustreznimi pogoji vežemo ligand
2. Kolono napolnimo s pripravljenim ligandom/nosilcem in jo speremo z vezalnim pufrom
3. Na kolono nanesemo vzorec
4. Nevezani material zberemo in ga zavržemo
5. Kolono speremo s pufrom za spiranje
6. Vezane tarčne molekule eluiramo z elucijskim pufrom
7. Kolono regeneriramo in jo tako pripravimo za naslednji poskus
8. Eluat lahko nadalje analiziramo

## Zgledi uporabe

### Imunoafinitetna kromatografija
Afinitetna kromatografija se uporablja za afinitetno čiščenje protiteles in krvnega seruma. Če je znano, da serum vsebuje protitelesa proti določenim antigenom, lahko ta protitelesa izoliramo iz seruma s pomočjo afinitetne kromatografije. Te antigene vežemo na nosilec in na antigene se vežejo protitelesa, ki jih nato eluiramo iz kolone. Elucijo protiteles po navadi izvedemo s pufrom, ki ima nizek pH, kot je recimo glicin, ki ima pH 2,8. Eluat zbiramo v nevtralne epruvete ali fosfatni pufer, ki nevtralizira elucijski pufer z nizkim pH in s tem preprečimo denaturacijo protiteles, ki bi s tem izgubila svojo funkcijo. 

### Afinitetna kromatografija z imobiliziranim kovinskim ionom
Metoda temelji na specifičnih koordinativnih vezeh med kovinskimi ioni in aminokislinami, konkretno histidinom. Čiščenje beljakovin ali peptidov, ki imajo v svoji strukturi histidin, se izvaja z ioni kobalta, niklja in bakra, za čiščenje beljakovin ali peptidov, ki so fosforilirani, pa se uporabljajo ioni železa, cinka in galija. Večina naravnih beljakovin nima afinitete do kovinskih ionov, zato se uporablja  tehnologijo rekombinantne DNA, s katero lahko vgradijo v beljakovino del, ki ima afiniteto do kovinskih ionov, s tem pa ga lahko potem očistijo iz zmesi. Za elucijo se tu uporablja sprememba pH ali dodajanje kompetitivnih molekul, kot je na primer imidazol. 

### Izolacija rekombinantnih proteinov
Verjetno se afinitetna kromatografija najbolj uporablja za čiščenje rekombinantnih beljakovin, pridobljenih s pomočjo tehnike rekombinantne DNA. Beljakovino genetsko spremenijo tako, da vanjo vgradijo skupino, označevalec, ki ima znano afiniteto, z namenom omogočiti čiščenje proteina iz zmesi. Označevalca sta na primer glutation-S-transferaza in histidinski označevalec. Histidinski označevalec ima afiniteto do nikljevih in kobaltovih ionov. Pri tej kromatografiji se uporabljajo za elucijo kompetitivni ligandi, kot je imidazol. Glutation-S-transferaza ima afiniteto do glutationa. Tega dobimo v komercialnih kolonah, ki imajo kot stacionarno fazo glutation agarozo. Pri takšnih kolonah se za elucijo uporablja prosti glutation.